# Богородица Тихвинска
Тихвинска икона Богородице је икона коју је по предању насликао апостол Лука. У V веку је из Јерусалима пренета у Цариград. У хришћанској традицији помиње се да се седамдесет година пред пад Цариграда (1383. године) изненадно појавила на ваздуху близу града Тихвина у северној Русији. Ту где се спустила на земљу, саграђена је црква Успења Пресвете Богородице. Кнез Василије Иванович (1505 - 1533) је уместо дрвеног храма сазидао зидани. Године 1560. на заповест цара Ивана Грозног је саграђен и мушки манастир. Икона је по граду Тихвину прозвана Тихвинска. Хришћани верују да су се многобројна чуда десила од ове иконе; као и да су многи болесници добили од ње исцељење.
За време Другог светског рата град је окупирала немачка војска, али при одступању они су однели икону у Псков, потом је икона отишла за Ригу, Либаву, па америчку окупациону зону у Немачкој. Одатле је однета за Чикаго. Године 2004. икона је враћена у Тихвински манастир Успења Пресвете Богородице.
Српска православна црква слави помен ове иконе 26. јуна по црквеном, а 9. јула по грегоријанском календару.